# Leo Dalmao
Leo Magdugo Dalmao CMF (ur. 1 grudnia 1969 w Capayas) – filipiński duchowny katolicki, biskup-prałat Isabeli od 2019.

## Życiorys

### Prezbiterat
Święcenia kapłańskie otrzymał 31 maja 1997 w zgromadzeniu klaretynów. Był m.in. dyrektorem zakonnego domu teologicznego, mistrzem nowicjatu oraz prowincjałem. W 2015 został radnym generalnym zakonu oraz prefektem przy domu generalnym w Rzymie.

### Episkopat
25 marca 2019 papież Franciszek mianował go biskupem ordynariuszem prałatury terytorialnej Isabela. Sakry udzielił mu 24 maja 2019 metropolita Zamboangi - arcybiskup Romulo de la Cruz.